# Gruž
Gruž (italsky Gravosa) je městská část chorvatského města Dubrovníka. Nachází se 2,7 km severozápadně od historického města, v úzkém pruhu západně od kopce Srđ. Nachází se zde moderní přístav. V minulosti tudy byla vedena i úzkorozchodná železniční trať. Nad Gruží prochází i Jadranská magistrála, směřující do samotného Dubrovníka.
Historicky byla Gruž samostatným sídlem, pro dubrovnickou šlechtu to bylo místo letních sídel pro odpočinek. V 19. století v souvislosti s rozvojem Dubrovníka srostla se známým přístavem. Vedena sem byla i místní tramvaj. Za nadvlády Rakousko-Uherska nad Dalmácií zde byl rozvíjen přístav, který sloužil především pro účely tehdejšího námořnictva. V současné době je přístav využíván především pro osobní dopravu, kromě zajištění spojení na přilehlé ostrovy (např. Mljet nebo Elafitské ostrovy) zde mohou kotvit i velké lodě.